# Председатель Украинской Центральной Рады
Председатель Центральной рады Украинской Народной Республики — должность главы Центральной рады, учреждённая 4 (17) марта 1917 года. Возглавлял эту должность Михаил Грушевский.

## История

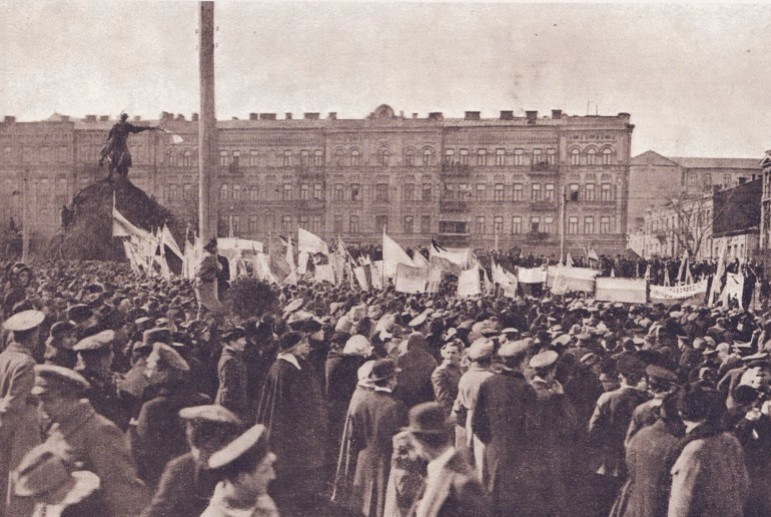
Массовый митинг на Софийской площади в Киеве 19 марта 1917 года

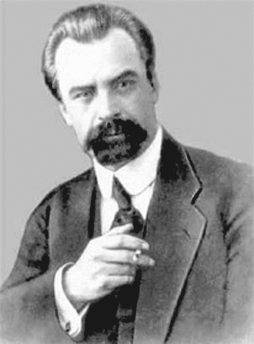
Владимир Винниченко

В отличие от Петрограда, где с первых дней Февральской революции оформилось и утвердилось двоевластие (Временное правительство и Петросовет), в Киеве на арену политической жизни вышла и третья сила — Центральная рада. Датой основания этой организации, задачей которой её создатели определили координацию национального движения, называется 4 (17) марта, а инициаторами её создания стали умеренные либералы из Товарищества украинских прогрессистов под руководством Евгения Чикаленко, Сергея Ефремова, Дмитрия Дорошенко совместно с социал-демократами во главе с Владимиром Винниченко (через несколько недель к деятельности Центральной рады подключились также украинские эсеры).
3 (16) марта на общем собрании представителей политических, общественных, культурных и профессиональных организаций было объявлено о формировании общественного комитета. 
На следующий день, 4 (17) марта, в помещении украинского клуба «Родина» (Киев, ул. Владимирская, 42) на собрании представителей политических, общественных, культурных и профессиональных организаций было объявлено о создании Украинской центральной рады.
7 (20) марта состоялись выборы руководства Центральной рады. Председателем УЦР был заочно избран Михаил Грушевский, один из руководителей Товарищества украинских прогрессистов, на тот момент отбывавший ссылку в Москве. Его временно замещал Владимир Науменко, а заместителями председателя были избраны Дмитрий Антонович и Дмитрий Дорошенко.

## Список
|        | Портрет | Имя (годы жизни)                        | Полномочия         | Полномочия         | Партийная принадлежность                     |
| Начало | Портрет | Имя (годы жизни)                        | Окончание          |                    | Партийная принадлежность                     |
| ------ | ------- | --------------------------------------- | ------------------ | ------------------ | -------------------------------------------- |
| и.о    |         | Владимир Павлович Науменко (1852—1919)  | 7 (20) марта 1917  | 14 (27) марта 1917 | Нет                                          |
| 1      |         | Михаил Сергеевич Грушевский (1866—1934) | 15 (28) марта 1917 | 29 апреля 1918     | Украинская партия социалистов-революционеров |